# Mordellistena ynotata
Mordellistena ynotata är en skalbaggsart som beskrevs av Ray 1947. Mordellistena ynotata ingår i släktet Mordellistena och familjen tornbaggar. Inga underarter finns listade i Catalogue of Life.